# جوسيف فيشر
جوسيف فيشر (بالألمانية: Josef Fischer)‏ (و. 1865 – 1953 م) هو راكب دراجة هوائية، من ألمانيا، شارك في سباق طواف فرنسا 1903، توفي في ميونخ، عن عمر يناهز 88 عاماً.

## سباقات أو مراحل فاز بها
| التاريخ       | السباق                | المركز                  |
| ------------- | --------------------- | ----------------------- |
| 19 أبريل 1896 | سباق باريس روبيه 1896 | الفائز في التصنيف العام |
| 28 مايو 1899  | 1899 Bordeaux–Paris   | المركز الثاني           |
| 15 أبريل 1900 | سباق باريس روبيه 1900 | المركز الثاني           |
| 10 يونيو 1900 | 1900 Bordeaux–Paris   | الفائز في التصنيف العام |

## روابط خارجية
- جوسيف فيشر على موقع أرشيف الدراجات (الإنجليزية)
- جوسيف فيشر على موقع إحصائيات الدراجات الإحترافية (الإنجليزية)
- جوسيف فيشر على موقع CycleBase (الإنجليزية)